# SV Vulpeculae
SV Vulpeculae (SV Vul / HD 187921 / HIP 97717) es una estrella variable en la constelación de Vulpecula, visualmente situada 2º al oeste de 15 Vulpeculae.
Al igual que U Vulpeculae y T Vulpeculae, en esta misma constelación, es una variable cefeida.
El brillo de SV Vulpeculae oscila entre magnitud aparente +6,62 y +7,79 a lo largo de un período de 45,0121 días.
Es uno de los períodos más largos entre las cefeidas, comparable al de RS Puppis o S Vulpeculae.
Tiene tipo espectral medio G2.5Iab y una temperatura efectiva de 4520 K.
SV Vulpeculae es una estrella de gran tamaño, siendo su radio entre 211 y 235 veces más grande que el del Sol.
Ello supone que si estuviese en el centro del sistema solar, la Tierra quedaría englobada dentro de la propia estrella.
Su contenido metálico es prácticamente igual al solar, con un índice de metalicidad [Fe/H] = +0,05.
En cuanto a su masa no existe consenso; mientras un estudio la considera una estrella de 14,2 masas solares —la más masiva entre más de 40 cefeidas estudiadas—, otro estudio reduce esta cifra hasta 6,9 masas solares.
Su distancia respecto al Sistema Solar es de 7980 ± 190 años luz.